# Copa da África Ocidental de 1983
A Copa da África Ocidental de 1983 foi realizada na Costa do Marfim, no período de 25 de Setembro a 2 de Outubro. Nessa edição do campeonato, somente quatro seleções participaram: Gana, Togo, Costa do Marfim e Libéria.

## Fase de Grupos
| Time            | Pts | Ptd | V | E | D | GP | GC | SG |
| --------------- | --- | --- | - | - | - | -- | -- | -- |
| Gana            | 5   | 3   | 2 | 1 | 0 | 4  | 1  | +3 |
| Togo            | 3   | 3   | 1 | 1 | 1 | 5  | 4  | +1 |
| Costa do Marfim | 3   | 3   | 1 | 1 | 1 | 3  | 2  | +1 |
| Libéria         | 1   | 3   | 0 | 1 | 2 | 0  | 5  | -5 |

Partidas
| 25 de Setembro, 1983 | Libéria | 0 – 0 | Costa do Marfim |  |
|                      |         |       |                 |  |

| 27 de Setembro, 1983 | Gana | 1 – 1 | Togo |  |
|                      |      |       |      |  |

| 28 de Setembro, 1983 | Gana | 1 – 0 | Libéria |  |
|                      |      |       |         |  |

| 28 de Setembro, 1983 | Togo | 0 – 3 | Costa do Marfim |  |
|                      |      |       |                 |  |

| 30 de Setembro, 1983 | Gana | 2 – 0 | Costa do Marfim |  |
|                      |      |       |                 |  |

| 30 de Setembro, 1983 | Togo | 4 – 0 | Libéria |  |
|                      |      |       |         |  |

## Final
| 2 de Outubro, 1983 | Togo | 1 – 3 | Gana |  |
|                    |      |       |      |  |

## Vencedor
| Vencedor da Copa da África Ocidental de 1983 |
| -------------------------------------------- |
| Gana (2º título)                             |